# Pseudanthias townsendi
Pseudanthias townsendi là một loài cá biển thuộc chi Pseudanthias trong họ Cá mú. Loài này được mô tả lần đầu tiên vào năm 1897.

## Phân bố và môi trường sống
P. townsendi có phạm vi phân bố ở Tây Bắc Ấn Độ Dương. Loài cá này được tìm thấy ở khắp vịnh Ba Tư và vịnh Oman, trải rộng khắp vùng bờ biển Oman về phía tây, và đến vùng bờ biển Pakistan ở phía đông, sau đó được ghi nhận thêm tại Kerala (bờ biển phía tây nam Ấn Độ) và vịnh Mannar. Chúng sống xung quanh các rạn san hô ở độ sâu khoảng từ 15 đến 63 m.

## Mô tả
P. townsendi có chiều dài tối đa được ghi nhận là 9 cm. Cá mái có nửa thân trên màu hồng và nửa dưới màu vàng; bụng vàng nhạt. Đầu màu đỏ cam với một đường sọc màu tím bên dưới mắt, hướng xuống gốc vây ngực. Chóp đuôi vàng. Cá đực có 2 dải sọc màu đỏ đậm: dải thứ nhất từ mắt kéo dài tới nửa dưới đuôi, dải thứ hai từ gáy dọc theo lưng đến nửa đuôi trên. Hai sọc này nối với nhau bởi một đường sọc cong ở giữa đuôi. Vùng thân còn lại có màu vàng hoặc hồng. Đuôi có dải đỏ ở sát rìa, và một dải xanh lam cận rìa.
Số gai ở vây lưng: 10; Số tia vây mềm ở vây lưng: 16 - 17; Số gai ở vây hậu môn: 3; Số tia vây mềm ở vây hậu môn: 7 - 8; Số gai ở vây bụng: 1; Số tia vây mềm ở vây bụng: 5; Số tia vây mềm ở vây ngực: 16 - 18; Số vảy đường bên: 38 - 42; Số lược mang: 35 - 40.